# J. B. Ferguson
J. B. Ferguson war ein Automobilhersteller in Belfast in Nordirland. 1915 und dann wieder 1921–1922 wurden dort Wagen der oberen Mittelklasse unter dem Namen Fergus gebaut.
1915 erschien der Fergus 14/20 hp, ein Tourenwagen mit Vierzylinder-Reihenmotor, der 2,6 l Hubraum und eine obenliegende Nockenwelle besaß. Der Radstand des Wagens betrug 3048 mm. Wegen des Ersten Weltkrieges wurden nur wenige Exemplare gebaut.
Nach dem Krieg, 1921, erschien ein noch größerer Wagen, der Fergus OD 25, der mit einem Sechszylinder-Reihenmotor ausgestattet war, der 4,5 l Hubraum hatte und obenliegende Ventile besaß. Sein Radstand betrug 3505 mm. Der sehr konventionell gehaltene Wagen wurde nur bis 1922 gebaut.
1922 schloss die Firma ihre Tore.

## Modelle
| Modell   | Bauzeitraum | Zylinder | Hubraum  | Radstand |
| -------- | ----------- | -------- | -------- | -------- |
| 14/20 hp | 1915        | 4 Reihe  | 2614 cm³ | 3048 mm  |
| OD 25    | 1921–1922   | 6 Reihe  | 4545 cm³ | 3505 mm  |